# Linia kolejowa Finsterwalde – Schipkau
Schipkau-Finsterwalder Eisenbahn – dawna lokalna, niezelektryfikowana linia kolejowa biegnąca przez teren kraju związkowego Brandenburgia, w Niemczech, w Łużycach Dolnych. Łączyła ona miejscowości Finsterwalde na linii Halle – Cottbus z Schipkau.